# أتسوتو إيدا
أتسوتو إيدا (باليابانية: 飯田純士) هو لاعب كرة الماء ياباني، ولد في 24 ديسمبر 1993 في اليابان.

## وصلات خارجية
- أتسوتو إيدا على موقع الاتحاد الدولي للسباحة (الإنجليزية)
- أتسوتو إيدا على موقع أوليمبيديا (الإنجليزية)